# Eusmilia fastigiata
Eusmilia fastigiata là một loài san hô trong họ Meandrinidae. Loài này được Pallas mô tả khoa học năm 1766.

## Hình ảnh

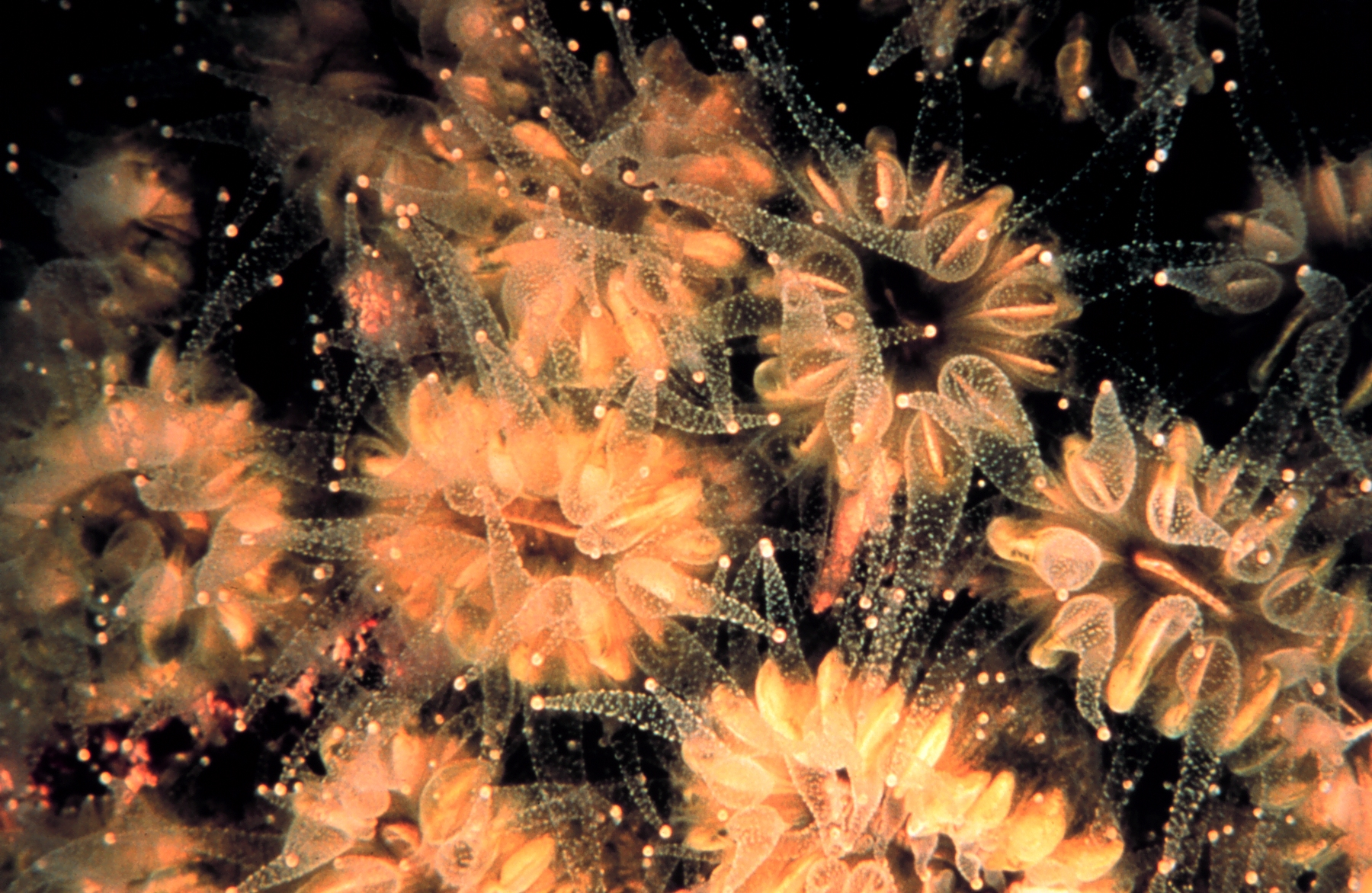